# Get Down (bài hát của Gilbert O'Sullivan)
"Get Down" là một bài hát của ca sĩ kiêm nhạc sĩ người Ireland Gilbert O'Sullivan, từ album I'm a Writer, Not a Fighter năm 1973. Được phát hành dưới dạng đĩa đơn, nó đã trải qua hai tuần đứng đầu Bảng xếp hạng đĩa đơn của Anh vào tháng 4 năm 1973, và là một top hit số một ở Ireland và là bài hát top 10 ở Hoa Kỳ và Canada. Bài hát ban đầu được O'Sullivan sử dụng như một giai điệu khởi động khi chơi piano, nhưng cuối cùng đã được mở rộng thành một bài hát đầy đủ và được phát hành dưới dạng một đĩa đơn; O'Sullivan đã thu âm và phát hành bài hát như một sự thay đổi từ những tác phẩm u sầu hơn của anh.
Được cho là một mệnh lệnh từ O'Sullivan cho chú chó của mình ("Get down!"), ca sĩ này thực sự đang đề cập đến một cô gái trong bài hát hành xử như một con chó nhảy lên anh ta, do đó anh phải yêu cầu "xuống đi".
Vào năm 2006, nhóm nhảy Malibu Sneakers của Anh đã thu âm một phiên bản nhảy của bài hát có tên "Get Down Again", đạt vị trí thứ 42 trong Bảng xếp hạng đĩa đơn của Anh. Năm 2008, nó được phát hành dưới dạng vinyl 12", bao gồm cả bản phối lại giọng hát của Raul Rincon.
Bài hát đã được sử dụng trong bộ phim 2013 The Harry Hill Movie. 
Theo Rick Finch của KC and the Sunshine Band, bài hát là nguồn cảm hứng cho bản nhạc disco năm 1975 Get Down Tonight.